# Myxine hubbsi
Myxine hubbsi – gatunek bezszczękowca z rodziny śluzicowatych (Myxinidae).

## Zasięg występowania
Płd-wsch. Pacyfik – wybrzeża obu Ameryk.

## Cechy morfologiczne
Osiąga max. 52,2 cm długości całkowitej.

## Biologia i ekologia
Gatunek występuje na głębokości około 1100–2440 m.
Wśród 150 schwytanych osobników 76% stanowiły samice, 23% hermafrodyty oraz 6% samce.